# Project Infinity
Project Infinity è il secondo album dei Man or Astroman?, pubblicato nel 1995. La copertina è una rielaborazione della copertina di Man in Space with Sounds di Attilio Mineo, disco che è stato utilizzato come colonna sonora dell'ascensore "Bubbleator" alla Century 21 Exposition del 1962 (Seattle World's Fair).

## Tracce
1. Escape Velocity – 2:22
2. Sferic Waves – 2:47
3. ---------- (Classified) – 1:57
4. Transmissions From Venus – 2:25
5. Max Q – 3:11
6. Inside The Atom – 2:10
7. Philip K. Dick In The Pet Section Of A Wal-Mart – 1:56
8. Put Your Finger In The Socket – 2:51
9. Complex 34 – 2:17
10. The Man From U.N.C.L.E. – 1:34
11. Tomorrow Plus X – 3:51
12. Manta Ray (cover dei Pixies) – 2:18
13. Point Blank – 2:58
14. Special Agent Conrad Uno – 3:05
15. Alpha Surfari – 2:07
16. Mach One (Bonus track della versione vinile) - 2:16